# Christie Clark
Christie Mary Clark (Los Angeles, 13 dicembre 1973) è un'attrice statunitense.

## Filmografia parziale

### Cinema
- Nightmare 2 - La rivincita (A Nightmare on Elm Street Part 2: Freddy's Revenge), regia di Jack Sholder (1985)
- Grano rosso sangue II - Sacrificio finale (Children of the Corn II: The Final Sacrifice), regia di David Price (1992)
- The Mummy's Dungeon, regia di G.W. Lawrence (1993)

### Televisione
- Cinque figli e un amore (Changes) - film TV (1991)
- Il tempo della nostra vita (Days of Our Lives) - 1637+ episodi (1986–1991, 1992–1999, 2005–2006, 2010–2012, 2017-2019, 2025)
- Days of Our Lives: Beyond Salem - 5 episodi (2021)

## Doppiatrici italiane
- Luciana Littizzetto in Il tempo della nostra vita